# Tobias Moretti

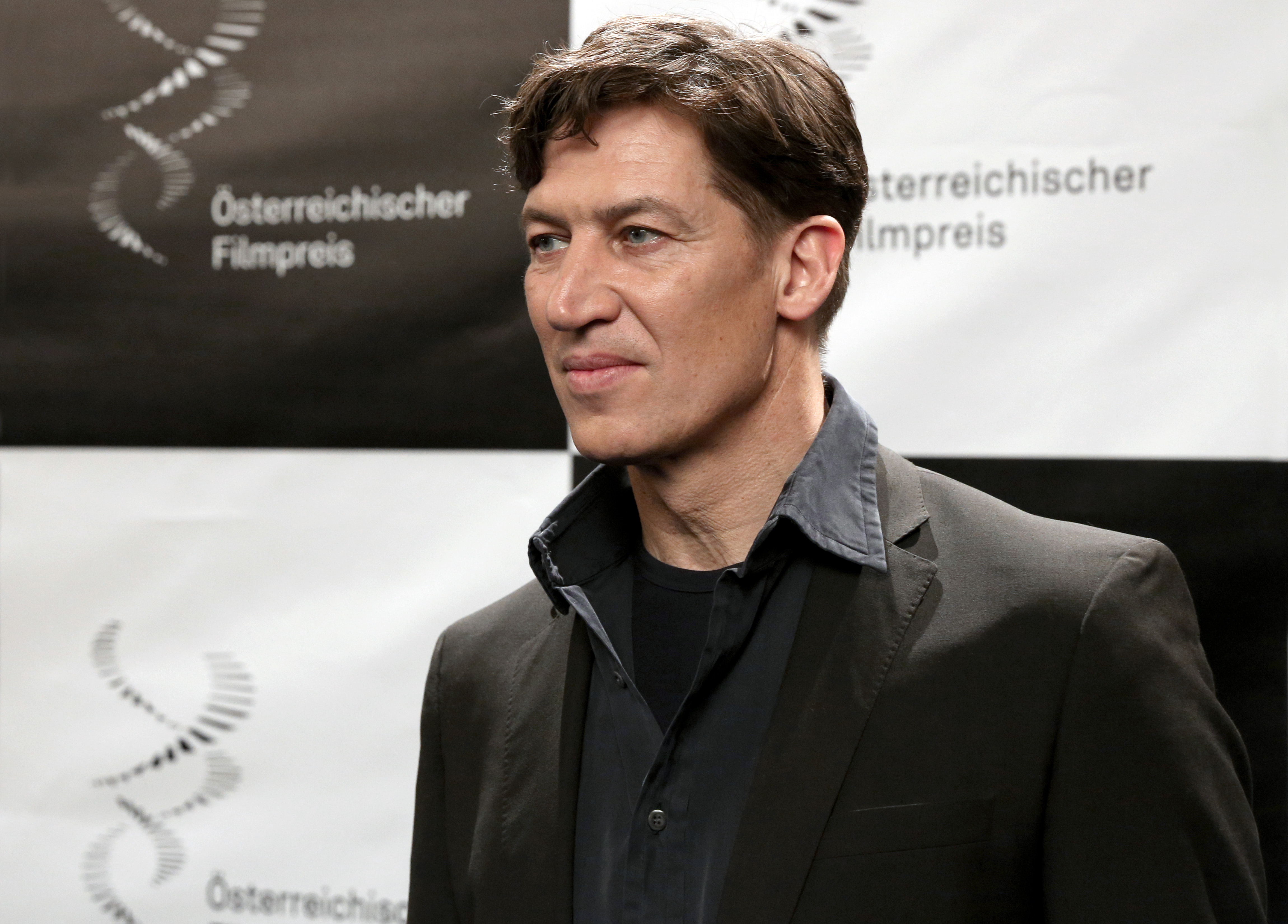
Tobias Moretti (2015)

Tobias Moretti (* 11. Juli 1959 in Gries am Brenner, Tirol als Tobias Bloéb) ist ein österreichischer Theater- und Filmschauspieler.  International bekannt wurde er mit der Fernsehserie Kommissar Rex.

## Leben und Privates
Tobias Moretti wurde als ältester von vier Söhnen von Harry Bloéb und seiner Frau Waltraud, geborene Untertriefallner, in Gries in Tirol geboren und wuchs in Vill bei Innsbruck auf. Sein Bruder Gregor Bloéb ist ebenfalls Schauspieler. Über seine Kindheit sagte Tobias Moretti: „Ich bin in jesuitischem Umfeld aufgewachsen, mit hochintegren und modernen Menschen, die für andere da sind, mit unerschütterlichem Optimismus und fern von aller Weltfremdheit.“
Nach der Matura begann er zunächst ein Kompositionsstudium an der Universität für Musik und darstellende Kunst in Wien, wechselte jedoch rasch an die Otto Falckenberg Schauspielschule in München, die er von 1981 bis 1984 besuchte. Von dort wurde er an das Bayerische Staatsschauspiel engagiert. 1986 wechselte er an die Münchner Kammerspiele. Ab der Spielzeit 2011/2012 war er wieder am Residenztheater (Bayerisches Staatsschauspiel) in München tätig.
Den Namen Moretti nahm er nach eigenen Angaben 1984 an, als er mit Giorgio Strehler in Italien gearbeitet habe. Es sei der Name seiner Mutter gewesen. Seine Mutter Waltraud Bloéb hieß jedoch, wie die von der Familie aufgegebene Todesanzeige in der Tiroler Tageszeitung nahelegt, mit Geburtsnamen Untertriefallner.
Seit 1997 ist er mit der Götzner Oboistin Julia Moretti (geborene Wilhelm) verheiratet. Beide haben zusammen an der 2017 geschlossenen landwirtschaftlichen Fachschule Katsdorf in Oberösterreich einen mehrwöchigen Kurs besucht. Sie bewirtschaften einen 400 Jahre alten Bauernhof, den Moretti in Ranggen in der Nähe von Innsbruck erworben hat, halten Rinder zur Fleischproduktion und erzeugen Bio-Produkte.
Julia Moretti, die zusammen mit Ilia Korol das Kammerorchester „Moderntimes“ gegründet hatte, zog sich nach acht Jahren 2011 von dessen Leitung zurück und konzertiert nur noch gelegentlich, um sich ihrer Familie und dem Bauernhof widmen zu können (Stand 2020). Sie haben zwei Töchter und einen Sohn. Die ältere Tochter Antonia Moretti ist ebenfalls Schauspielerin.
Im Oktober 2005 kritisierte Moretti heftig die touristische Vermarktung Tirols während der Skisaison.
Bei der Gründungsversammlung der International Sledge Sports Union (ISSU, Dachverband für Sportrodel, Rollenrodel und Hornschlitten) Ende 2012 wurde Moretti zu deren erstem Präsidenten gewählt. 2016 trat er als Präsident zurück und wurde zum Ehrenpräsidenten ernannt.

### Film und Fernsehen
Ende der 1980er Jahre wechselte Moretti vom Theater zum Film. In der vierteiligen Fernseh-Serie Piefke-Saga spielte er den Tiroler Bauernburschen Joe. Einem breiten Publikum wurde er mit der Fernsehkrimiserie Kommissar Rex bekannt, die er nach viereinhalb Jahren verließ. Parallel dazu drehte er Filme. Vor allem waren dies Fernsehproduktionen wie Krambambuli, Todfeinde – Die falsche Entscheidung, Schwabenkinder, Tanz mit dem Teufel, Clarissa – Tränen der Zärtlichkeit, Workaholic, die Henning-Mankell-Verfilmung Die Rückkehr des Tanzlehrers sowie Mein Opa ist der Beste (1995) und dessen Fortsetzung Mein Opa und die 13 Stühle (1997), Käthchens Traum, Der Liebeswunsch, Andreas Hofer – Die Freiheit des Adlers. 2003 und 2004 wurde Moretti als „beliebtester Schauspieler“ mit dem Fernseh-Publikumspreis Romy ausgezeichnet. 2005 verkörperte Moretti Adolf Hitler in Heinrich Breloers Fernseh-Doku-Drama Speer und Er über das Leben des Architekten Albert Speer. Ende 2005 drehte er einen Fernsehfilm mit dem Arbeitstitel Ausgelöscht, der kurz vor der Ausstrahlung in „Mord auf Rezept“ umbenannt wurde. 2006 wurde mit Moretti der Fernsehfilm Der Kronzeuge abgedreht und 2007 gesendet. Mitte 2007 lehnte er ab, abermals die Rolle Adolf Hitlers im Kinofilm Operation Walküre – Das Stauffenberg-Attentat zu spielen.
Ende 2008 spielte er in Til Schweigers Mittelalter-Komödie 1½ Ritter den „Schwarzen Ritter“. 2009 folgte die Rolle des alternden Erzherzogs Johann in der Verfilmung von dessen Liebesgeschichte mit der Ausseer Postmeisterstochter Anna Plochl unter dem Titel Geliebter Johann Geliebte Anna. Im Jahr 2010 war er im Film Jud Süß – Film ohne Gewissen als Schauspieler Ferdinand Marian zu sehen, der in der nationalsozialistischen Propaganda-Produktion Jud Süß die Hauptrolle spielte. 2020 stand er für Dreharbeiten zum Fernseh-Zweiteiler Im Netz der Camorra von ServusTV und ZDF zum ersten Mal mit seiner Tochter Antonia Moretti vor der Kamera. Tobias Moretti verkörperte darin den Winzer Matteo, Antonia Moretti dessen Tochter Laura. Die Produktion wurde 2022 mit Der Gejagte – Im Netz der Camorra fortgesetzt.
Für die deutsche Fassung des britischen Animationsfilmes Das Gespenst von Canterville (2023) von Kim Burdon und Robert Chandler übernahm er neben seiner Tochter Antonia als Virgina Otis die Synchronisation von Sir Simon.

### Theater
Neben seiner Filmtätigkeit spielte Moretti weiter Theater an Bühnen des deutschsprachigen Raums. 1995 spielte er in Tschechows Der Heiratsantrag zuerst im Vestibül, dann im Wiener Akademietheater. Die Aufführung wurde 2000 als Gastspiel nach München eingeladen. Zwei Sommer lang trat er im Jedermann bei den Salzburger Festspielen als Jedermanns Guter Gesell und als Teufel auf. 2001 wirkte er in der Uraufführung von Der Narr und seine Frau – Pancomedia von Botho Strauß am Schauspielhaus Bochum (Regie: Matthias Hartmann) mit. 2005 erhielt er die Rolle von König Ottokar in Martin Kušejs Inszenierung von König Ottokars Glück und Ende, die am 8. August 2005 auf der Pernerinsel bei den Salzburger Festspielen aufgeführt wurde und ab dem 15. Oktober 2005 auf dem Programm des Wiener Burgtheaters stand. Für diese Rolle war er für den Nestroy-Theaterpreis 2005 in der Kategorie „Bester Schauspieler“ nominiert, den er jedoch nicht erhielt; 2006 wurde ihm für den Ottokar der Gertrud-Eysoldt-Ring der Deutschen Akademie der Darstellenden Künste in Bensheim verliehen. Anfang 2009 war er zusammen mit Gert Voss in der Premiere des Faust im Wiener Burgtheater zu sehen.
Moretti betätigt sich auch als Opernregisseur: Nach einer Don-Giovanni-Inszenierung in Bregenz führte er am Opernhaus Zürich in Mozarts La finta giardiniera Regie. Die Premiere wurde am 12. Februar 2006 von Nikolaus Harnoncourt dirigiert und von Kritik wie Publikum positiv aufgenommen. Bisher zweimal, in den Jahren 2005 und 2006, trat er zusammen mit seiner Frau Julia, die damals das Kammerorchester Moderntimes leitete, in der Ruhrtriennale auf. Am 5. Dezember 2009 fand im Theater an der Wien die Premiere der Moretti-Inszenierung der Haydn-Oper Il mondo della luna statt. Nikolaus Harnoncourt dirigierte seinen Concentus Musicus Wien.
Von 2017 bis 2020 spielte er die Titelrolle im Jedermann bei den Salzburger Festspielen.

## Filmografie

### Kinofilme
- 1988: Der Fluch

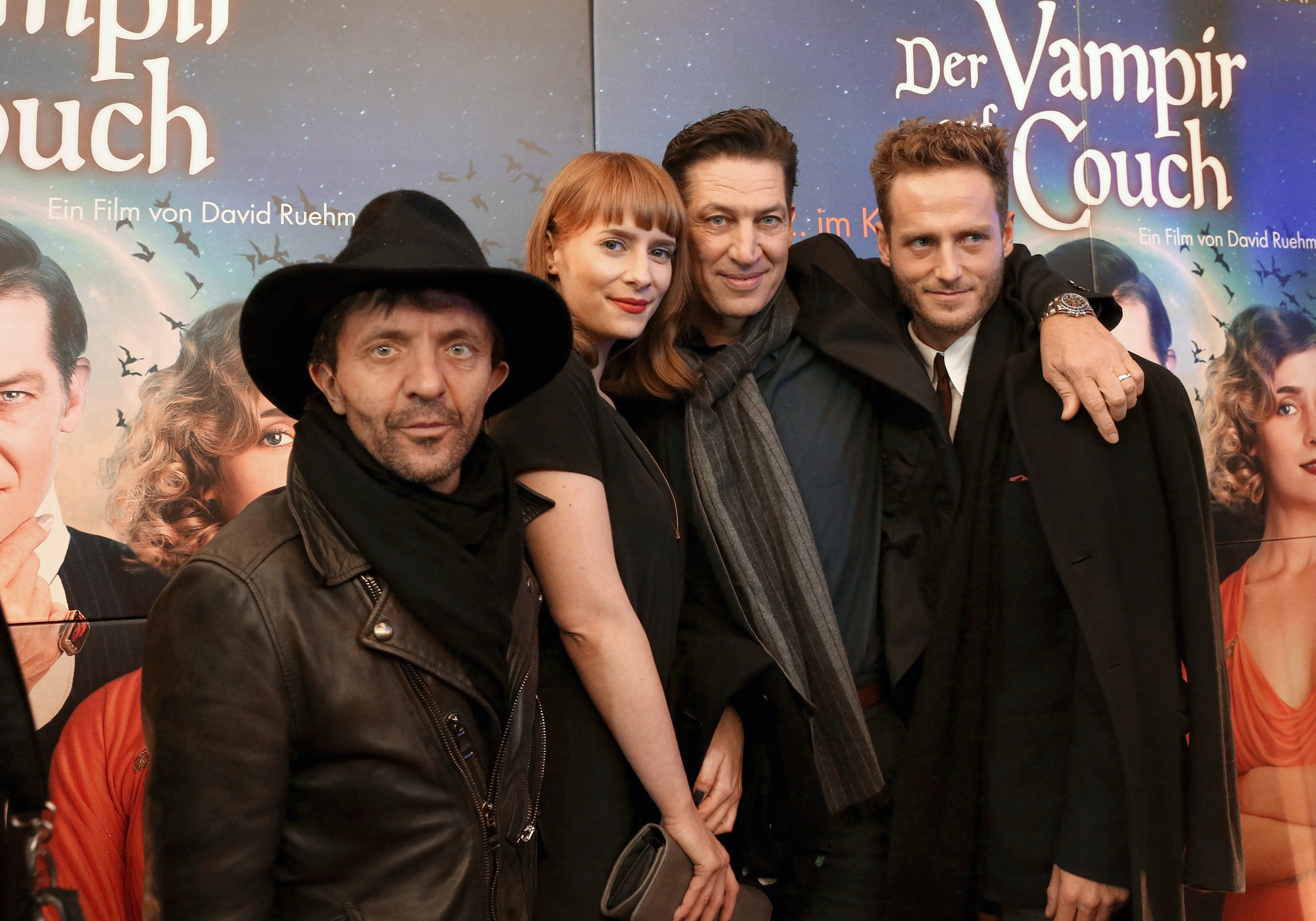
Tobias Moretti mit David Bennent, Cornelia Ivancan und Dominic Oley bei der Premiere von Der Vampir auf der Couch (2014)

- 1990: Der Rausschmeißer (Regie: Xaver Schwarzenberger)
- 1996: Workaholic
- 1997: Ein Herz wird wieder jung
- 2002: Dass du ewig denkst an mich
- 2002: Der Narr und seine Frau heute Abend in Pancomedia (Regie: Matthias Hartmann, Andreas Morell)
- 2004: Käthchens Traum (Regie: Jürgen Flimm)
- 2005: Der Liebeswunsch
- 2006: Mord auf Rezept (Regie: Isabel Kleefeld)
- 2007: Midsummer Madness
- 2007: 42plus
- 2008: 1½ Ritter – Auf der Suche nach der hinreißenden Herzelinde
- 2009: Ich, Don Giovanni (Io, Don Giovanni)
- 2010: Jud Süß – Film ohne Gewissen
- 2012: Yoko
- 2012: Das Wochenende (Regie: Nina Grosse)
- 2013: Großstadtklein
- 2014: Das finstere Tal
- 2014: Hirngespinster
- 2014: Therapie für einen Vampir (Der Vampir auf der Couch)
- 2015: Das ewige Leben
- 2016: Wie Brüder im Wind
- 2017: Die Hölle – Inferno
- 2018: Mackie Messer – Brechts Dreigroschenfilm
- 2019: Ein verborgenes Leben (A Hidden Life)
- 2019: Deutschstunde
- 2019: Gipsy Queen
- 2021: Das Haus

### Fernsehfilme und -serien (Auswahl)
- 1986: Wilhelm Busch
- 1990–1993: Die Piefke-Saga (Mehrteiler)
- 1994–1998: Kommissar Rex (Fernsehserie, 45 Folgen)
- 1995: Die Nacht der Nächte
- 1995: Mein Opa ist der Beste
- 1996: Mein Opa und die 13 Stühle
- 1997: Das ewige Lied
- 1997: Die Bernauerin
- 1998: Clarissa – Tränen der Zärtlichkeit
- 1998: Krambambuli
- 1998: Mia, Liebe meines Lebens (Mehrteiler)
- 1998: Todfeinde – Die falsche Entscheidung
- 1999: Alphamann: Amok
- 1999: Bergkristall – Verirrt im Schnee
- 1999: Deine besten Jahre
- 1999: Dem Mörder verfallen – Eine Frau in Gefahr
- 1999: Die Nichte und der Tod (Fernsehfilm)
- 2000: Joseph von Nazareth (Giuseppe di Nazareth)
- 2000: Das Tattoo – Tödliche Zeichen
- 2000: Wenn Männer Frauen trauen
- 2001: Der Tanz mit dem Teufel
- 2002: Andreas Hofer – Die Freiheit des Adlers
- 2002: Ein Hund kam in die Küche
- 2002: Gefährliche Nähe und du ahnst nichts
- 2002: Julius Caesar (Mehrteiler)
- 2003: Schwabenkinder
- 2004: Die Rückkehr des Tanzlehrers
- 2004: Jedermann (TV-Film) als Teufel
- 2005: Speer und Er (Mehrteiler)
- 2006: König Ottokars Glück und Ende
- 2006: Der Liebeswunsch
- 2007: Du gehörst mir
- 2007: Die Schatzinsel
- 2007: Der Kronzeuge
- 2008: Das jüngste Gericht
- 2009: Bei Einbruch der Nacht
- 2009: Geliebter Johann Geliebte Anna
- 2009: Operation Schwarze Blumen (Flores negras)
- 2010: Amigo – Bei Ankunft Tod
- 2011: Bauernopfer
- 2011: Violetta
- 2012: Eine Frau verschwindet
- 2012: Geisterfahrer
- 2012: Mobbing
- 2014: Das Zeugenhaus
- 2014: Landkrimi – Alles Fleisch ist Gras
- 2015: Luis Trenker – Der schmale Grat der Wahrheit
- 2015: Mordkommission Berlin 1
- 2016: Im Namen meines Sohnes
- 2016: Landkrimi – Endabrechnung
- 2017: Maximilian – Das Spiel von Macht und Liebe (Fernsehdreiteiler)
- 2017: Brandnächte
- 2018: Spuren des Bösen – Wut
- 2018: Bad Banks (Fernsehserie, 6 Folgen)
- 2018: Landkrimi – Achterbahn
- 2019: Baumbacher Syndrome
- 2020: Im Abgrund
- 2020: Jedermann bei den Salzburger Festspielen
- 2020: Louis van Beethoven
- 2021: Im Netz der Camorra
- 2022: Euer Ehren (Fernsehserie)
- 2022: Das Netz – Prometheus (Fernsehserie)
- 2022: Der Gejagte – Im Netz der Camorra
- 2024: Landkrimi: Steirermord (Fernsehreihe)

## Theater (Auswahl)
Burgtheater:
- 1995: Der Heiratsantrag von Anton Tschechow; Rolle: Ivan V. Lomov – Vestibül
- 2005: König Ottokars Glück und Ende von Franz Grillparzer; Regie: Martin Kušej, Rolle: Primislaus Ottokar, König von Böhmen
- 2009: Faust – Der Tragödie erster Teil von Johann Wolfgang von Goethe; Regie: Matthias Hartmann, Rolle: Heinrich Faust

Münchner Kammerspiele:
- Troilus in Troilus und Cressida von William Shakespeare, Regie Dieter Dorn
- Frosch in Der Frosch von Herbert Achternbusch, Regie Sigrid Herzog
- Ferruccio in Der Theatermacher von Thomas Bernhard, Regie Hans Lietzau
- Gödeke, genannt Lutter in Die schöne Fremde von Klaus Pohl, Regie Helmut Griem
- Herr Sellner in New York. New York von Marlene Streeruwitz, Regie Jens-Daniel Herzog

Münchner Residenztheater:
- Junger Grenzjäger in Der Weibsteufel von Karl Schönherr, Regie: Martin Kušej
- Friedrich Hofreiter in Das weite Land von Arthur Schnitzler, Regie: Martin Kušej

## Auszeichnungen und Nominierungen
- 1987: Bayerische Akademie der Künste (Theater): Bester Schauspieler des Jahres
- 1987: Deutscher Staatspreis (Theater): Bester Jungdarsteller
- 1994: Goldener Löwe für Kommissar Rex
- 1994: Das Goldene Kabel – Medienpreis für Kommissar Rex
- 1995: Bayerischer Fernsehpreis für Kommissar Rex
- 1995: Goldene Romy als beliebtester Serienstar
- 1996: Goldene Romy als beliebtester Serienstar
- 1997: Goldene Romy als beliebtester Serienstar
- 1998: Telegatto für Kommissar Rex
- 1999: Adolf-Grimme-Preis für Krambambuli (zusammen mit Xaver Schwarzenberger, Christine Neubauer und Gabriel Barylli)
- 2001: Goldene Romy als beliebtester Schauspieler
- 2002: Adolf-Grimme-Preis für Der Tanz mit dem Teufel (zusammen mit Peter Keglevic, Sebastian Koch und Christoph Waltz)
- 2002: Pfeifenraucher des Jahres
- 2003: Goldene Romy als beliebtester Schauspieler
- 2004: Goldene Romy als beliebtester Schauspieler
- 2004: Bayerischer Fernsehpreis für Schwabenkinder
- 2004: Nominierung für den Deutschen Fernsehpreis als Bester Schauspieler Fernsehfilm für Die Rückkehr des Tanzlehrers
- 2005: Nominierung für den Nestroy-Theaterpreis
- 2005: Gertrud-Eysoldt-Ring für die Titelrolle in Franz Grillparzers König Ottokars Glück und Ende
- 2007: Nominierung für die goldene Romy als beliebtester Schauspieler
- 2008: Nominierung für die goldene Romy als beliebtester Schauspieler
- 2009: Nominierung für die goldene Romy als beliebtester Schauspieler
- 2011: Vienna Film Award, national
- 2011: Nominierung für den Österreichischen Filmpreis als bester männlicher Darsteller für Jud Süß – Film ohne Gewissen
- 2012: Ehrenzeichen des Landes Tirol
- 2013: Nominierung für den Bayerischen Fernsehpreis als bester Hauptdarsteller für Mobbing
- 2013: Bayerischer Filmpreis für seine Rollen in den Filmen Das finstere Tal und Hirngespinster
- 2014: Nominierung für die goldene Romy als beliebtester Schauspieler
- 2014: Lola für seine Rolle im Alpen-Western Das finstere Tal
- 2015: Nominiert für den Österreichischen Filmpreis als bester Schauspieler für Das finstere Tal
- 2015: Nominierung für die goldene Romy als beliebtester Schauspieler
- 2015: Großer Schauspielpreis der Diagonale
- 2015: Nominierung für die Goldene Nymphe von Monte Carlo als bester Hauptdarsteller in Das Zeugenhaus
- 2015: Nominierung für den Grimme-Preis für Das Zeugenhaus
- 2015: Bambi in der Kategorie Schauspieler National
- 2015: AZ-Stern des Jahres für Luis Trenker – Der schmale Grat der Wahrheit
- 2016: Eckart Witzigmann Ehrenpreis[16]
- 2016: Nominiert für den Deutschen Fernsehpreis als bester Schauspieler für Trenker, Mordkommission Berlin 1 und Das Zeugenhaus
- 2016: Romy als beliebtester Schauspieler Kino/TV Film
- 2016: Österreicher des Jahres in der Kategorie Kulturerbe[17]
- 2016: Green Brands Austria Persönlichkeit
- 2017: Romy als beliebtester Schauspieler Kino/TV Film
- 2017: Nominierung für die Goldene Kamera als bester deutscher Schauspieler
- 2017: Tiroler des Jahres[18]
- 2017: Nominierung für den Nestroy-Theaterpreis als bester Hauptdarsteller für Jedermann
- 2018: Nominierung für den Österreichischen Filmpreis als bester Hauptdarsteller für Die Hölle – Inferno
- 2020: Auszeichnung mit dem Österreichischen Filmpreis als bester Hauptdarsteller für Gipsy Queen
- 2020: Festspielnadel mit Rubin der Salzburger Festspiele[15]
- 2021: Europäischer Kulturpreis[19]
- 2021: Romy in der Kategorie Beliebtester Schauspieler Film
- 2025: Festspielring der Salzburger Festspiele[20][21]

## Publikationen
- Jedermann: Das Spiel vom Sterben des reichen Mannes, Originaltext Hugo von Hofmannsthal, Bearbeitung Tobias Moretti, Haymon Verlag, Innsbruck 2019, ISBN 978-3-7099-3468-5